# Высокуша (Архангельская область)
Высо́куша — деревня в Виноградовском районе Архангельской области, входит в Усть-Ваеньгское сельское поселение.

## География
Расположена Высокуша в 3 километрах от посёлка Усть-Ваеньга, на правом берегу реки Северная Двина на высокой горе (отсюда название). Возле деревни широкие заливные луга, в 1 километре от деревни — устье реки Ваеньга и деревня Гольцово. Южнее Высокуши находится деревня Паница. Напротив Высокуши, на левом берегу Северной Двины, находится деревня Пянда.

## Население
| 2002 | 2010 | 2012 |
| ---- | ---- | ---- |
| 12   | ↘10  | ↘8   |

Численность населения деревни, по данным Всероссийской переписи населения 2010 года, составляет 10 человек.

## Топографические карты
- [mapp38.narod.ru/map1/index37.html P-38-39,40. (Лист Березник)]
- Высокуша на Wikimapia
- Высокуша. Публичная кадастровая карта